# Rogeno
Rogeno is een gemeente in de Italiaanse provincie Lecco (regio Lombardije) en telt 2930 inwoners (31-12-2004). De oppervlakte bedraagt 4,8 km², de bevolkingsdichtheid is 554 inwoners per km².
De volgende frazioni maken deel uit van de gemeente: Casletto.

## Demografie
Rogeno telt ongeveer 1112 huishoudens. Het aantal inwoners steeg in de periode 1991-2001 met 11,3% volgens cijfers uit de tienjaarlijkse volkstellingen van ISTAT.
| Jaar | Inwoneraantal |
| ---- | ------------- |
| 1991 | 2412          |
| 2001 | 2685          |

## Geografie
De gemeente ligt op ongeveer 292 m boven zeeniveau.
Rogeno grenst aan de volgende gemeenten: Bosisio Parini, Costa Masnaga, Eupilio (CO), Merone (CO), Molteno.